# Caprimulgus batesi
Caprimulgus batesi là một loài chim trong họ Caprimulgidae.